# Biserica reformată din Orăștie

Biserica reformată din Orăștie (calvină) - vedere laterală

Biserica reformată din Orăștie este un monument istoric aflat pe teritoriul municipiului Orăștie, mai precis în Cetatea Orăștie. În Repertoriul Arheologic Național, monumentul apare cu codul 87647.05.01.

## Istoric
În evul mediu întreaga comunitate din Orăștie folosea acest lăcaș de cult, ca biserică romano-catolică. După reforma protestantă maghiarii din oraș au adoptat reforma după Jean Calvin, iar sașii reforma după Martin Luther. 
De la reforma protestantă până în secolul al XIX-lea lăcașul a fost folosit ca biserică simultană de cele două confesiuni.
La începutul secolului al XIX-lea sașii și-au construit un nou lăcaș de cult, biserica luterană din Orăștie, în imediata vecinătate a bisericii vechi.